# Зубова, Ольга Анатольевна
О́льга Анато́льевна Зу́бова (род. 9 декабря 1993 года) — российская тяжелоатлетка, выступавшая в весовой категории до 75 кг, чемпионка Европы 2012 года, обладательница Кубка Президента России 2012 года, мастер спорта России международного класса.

## Биография
Живёт в Клину (Московская область). Выступала за Московскую и Оренбургскую область.

## Дисквалификация
На чемпионате мира 2013 во Вроцлаве заняла 1-е место, но была уличена в применении запрещённого препарата (кломифен) и дисквалифицирована на два года с 25 октября 2013 года.
После истечения срока дисквалификации была включена в состав сборной России на чемпионате мира в Хьюстоне, где заняла третье место. Однако в дальнейшем стало известно, что на этих соревнованиях она снова не смогла пройти допинг-контроль, вследствие чего лишена бронзовой медали и подвергнута повторной дисквалификации на этот раз на восьмилетний срок. В 2016 году объявила о завершении своей спортивной карьеры.
В 2023 году Зубова дисквалифицирована на два года за нарушения антидопинговых правил. Расследование нарушения антидопинговых правил велось в рамках дела о базе данных Московской антидопинговой лаборатории (LIMS).

### Результаты выступлений
| Год  | Соревнование                   | Место проведения  | Весовая категория | Рывок  | Толчок | Сумма двоеборья | Место |
| 2009 | Чемпионат мира среди юношей    | Чиангмай          | до 69 кг          | 96 кг  | 121 кг | 217 кг          | 1     |
| 2009 | Чемпионат мира среди юниоров   | Бухарест          | до 69 кг          | 98 кг  | 120 кг | 218 кг          | 4     |
| 2010 | Юношеские Олимпийские игры     | Сингапур          | свыше 63 кг       | 112 кг | 139 кг | 251 кг          | 1     |
| 2011 | Чемпионат мира среди юниоров   | Пинанг            | до 75 кг          | 118 кг | 150 кг | 268 кг          | 1     |
| 2011 | Чемпионат Европы среди юниоров | Бухарест          | до 75 кг          | 103 кг | 135 кг | 238 кг          | 1     |
| 2012 | Чемпионат Европы               | Анталья           | до 75 кг          | 115 кг | 150 кг | 265 кг          | 1     |
| 2012 | Чемпионат мира среди юниоров   | Антигуа-Гуатемала | до 75 кг          | 115 кг | 145 кг | 260 кг          | 1     |
| 2012 | Кубок Президента               | Санкт-Петербург   | до 75 кг          | 120 кг | 145 кг | 265 кг          | 1     |
| 2013 | Универсиада                    | Казань            | до 75 кг          | 120 кг | 159 кг | 279 кг          | 1     |
| 2013 | Чемпионат мира                 | Вроцлав           | до 75 кг          | 125 кг | 157 кг | 282 кг          | DSQ   |
| 2015 | Чемпионат мира                 | Хьюстон           | до 75 кг          | 120 кг | 156 кг | 276 кг          | DSQ   |